# Tour féminin en Limousin
El Tour féminin en Limousin era una competició ciclista per etapes de categoria femenina que es disputava per les carreteres del Llemosí, a França. La cursa es creà el 1995 amb el nom de Tour de l'Alta Viena i no va ser fins al 2005 quan adoptà el nom final. Formava part del calendari de la UCI.

## Palmarès
| Any                      | Vencedora                 | Segona                | Tercera                   |
| Tour de l'Alta Viena     | Tour de l'Alta Viena      | Tour de l'Alta Viena  | Tour de l'Alta Viena      |
| ------------------------ | ------------------------- | --------------------- | ------------------------- |
| 1995                     | Laurence Leboucher        | Sophie Quinanzoni     | Chantal Gorostegui        |
| 1996                     | Elisabeth Tadich          | Jocelyne Messori-Hugi | Sophie Swaertvaeger       |
| 1997                     | Teodora Ruano             | Chantal Gorostegui    | Nicole Royer              |
| 1998                     | Diana Rast                | Maryline Salvetat     | Alexandra Balher          |
| 1999                     | Kym Shirley               | Géraldine Löewenguth  | Élisabeth Chevanne-Brunel |
| 2000                     | Laurence Leboucher        | Sophie Creux          | Élisabeth Chevanne-Brunel |
| 2001                     | Béatrice Thomas           | Zlatica Gavlakova     | Ine Wannijn               |
| 2002                     | Emma James                | Miho Oki              | Karine Dalmais            |
| 2003                     | Élisabeth Chevanne-Brunel | Emma James            | Loes Gunnewijk            |
| 2004                     | Annette Beutler           | Alexandra Le Henaff   | Emma James                |
| Tour féminin en Limousin |                           |                       |                           |
| 2005                     | Edwige Pitel              | Veronica Andreasson   | Sharon van Essen          |
| 2006                     | Marianne Vos              | Svetlana Bubnenkova   | Silvia Valsecchi          |
| 2007                     | Sigrid Corneo             | Olivia Gollan         | Julia Martisova           |
| 2008                     | Natalia Boyarskaya        | Edwige Pitel          | Julia Martisova           |
| 2009                     | Grace Verbeke             | Ruth Corset           | Alexandra Burchenkova     |
| 2010                     | Grete Treier              | Ruth Corset           | Edwige Pitel              |
| 2011                     | Grete Treier              | Tatiana Antóixina     | Grace Verbeke             |
| 2012                     | Marianne Vos              | Alena Amialyusik      | Loes Gunnewijk            |
| 2013                     | Katarzyna Pawłowska       | Tatiana Antóixina     | Edwige Pitel              |